# Steven Gerrard
Steven George Gerrard (sinh ngày 30 tháng 5 năm 1980) là một cựu cầu thủ bóng đá người Anh thi đấu ở vị trí tiền vệ trung tâm và hiện là huấn luyện viên. Anh là một huyền thoại của câu lạc bộ Liverpool.
Gerrard dành phần lớn sự nghiệp thi đấu của mình cho câu lạc bộ Liverpool, nơi anh có trận ra mắt vào năm 1998 và bắt đầu có vị trí chính thức trong đội hình từ mùa giải 2000-01. Anh thay thế Sami Hyypiä làm đội trưởng Liverpool vào năm 2003. Các danh hiệu của anh gồm 2 chiếc cúp FA, 3 Carling Cup, một cúp UEFA cùng một UEFA Champions League vào năm 2005. Vào ngày 13 tháng 5 năm 2009, Gerrard được nhận danh hiệu cầu thủ xuất sắc nhất do Hội các nhà báo bình chọn.
Gerrard có trận ra mắt ở đội tuyển vào năm 2000, chơi cho Anh ở Euro 2000, Euro 2004, World Cup 2006 và World Cup 2010. Đặc biệt, tại World Cup 2010, anh là đội trưởng của đội tuyển Anh, thay thế Rio Ferdinand bị chấn thương vào phút chót. Anh đã tuyên bố giã từ sự nghiệp thi đấu ở đội tuyển quốc gia Anh sau khi World Cup 2014 kết thúc.
Gerrard đứng ở vị trí thứ hai trong danh sách 100 cầu thủ vĩ đại nhất trong lịch sử Liverpool, một danh sách do các cổ động viên câu lạc bộ này bình chọn.

## Sự nghiệp câu lạc bộ

### Liverpool
Sinh ở Whiston, Merseyside, Gerrard bắt đầu chơi bóng cho đội thị trấn Whiston Juniors, nơi anh được các tuyển trạch viên của Liverpool chú ý. Anh gia nhập đội trẻ Liverpool năm 9 tuổi. Gerrard sau đó có sự thù địch với một số đội bóng ở tuổi 14, nhưng thành công của anh thì vẫn chưa tới. Gerrard không bao giờ để điều đó xảy ra trong đội tuyển trẻ của Anh. Các đội bóng thù địch của Gerrard bao gồm Manchester United, đội bóng mà sau này trong cuốn tự truyện vào năm 2006 anh đã nói "tạo sức ép với Liverpool trong việc ký hợp đồng với tôi."" Anh ký hợp đồng chuyên nghiệp đầu tiên cùng Liverpool vào ngày 5 tháng 11 năm 1997.

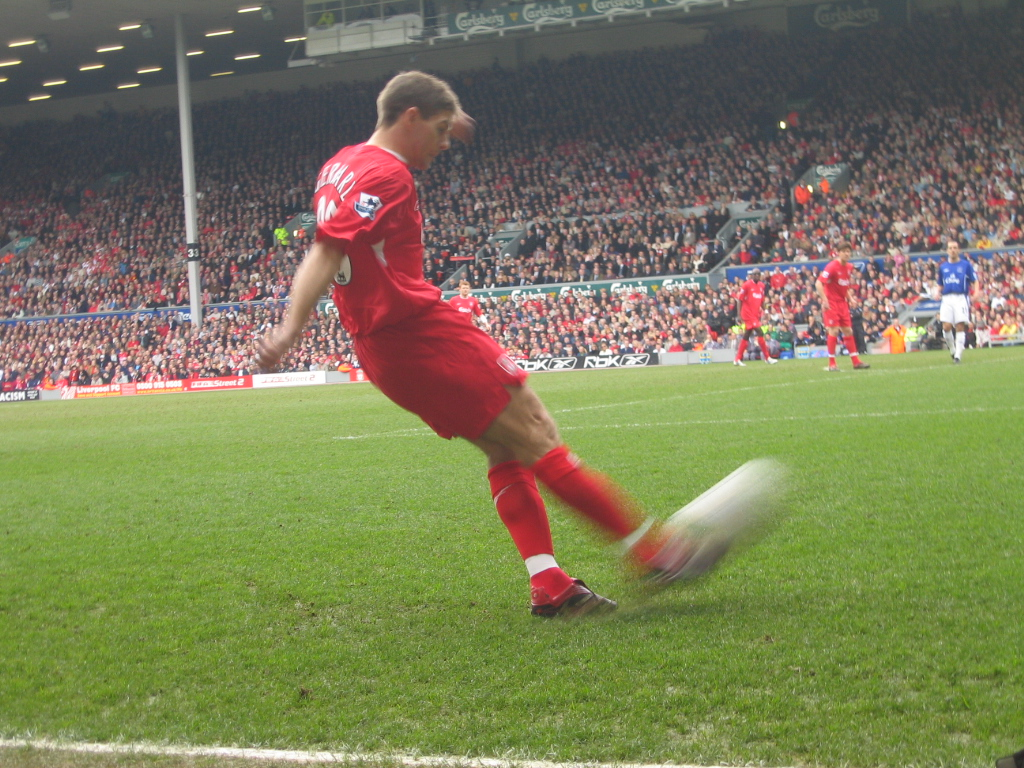
Steven Gerrard năm 2006

### 1998-2003
Gerrard có trận ra mắt trong màu áo Liverpool vào ngày 29 tháng 11 năm 1998 gặp Blackburn Rovers khi vào sân ở phút cuối thay Vegard Heggem. Anh có 13 lần ra sân trong mùa giải đầu tiên, thay thế ở vị trí tiền vệ cho đội trưởng Jamie Redknapp và chơi ở cánh phải, nhưng anh chỉ mới cống hiến được trong quãng thời gian ngắn ngủi được ra sân, do tính cách nóng nảy ảnh hưởng đến lối chơi của anh. Gerrard khẳng định lại điều này vào tháng 11 năm 2008 trong cuộc phỏng vấn cùng tờ The Guardian, "Lúc đó tôi không kiểm soát được mình và đã mất bình tĩnh". Cầu thủ của Liverpool sau đó dù sao cũng cho biết anh sẽ cố gắng cải thiện. Gerrard coi mình như một cầu thủ phòng ngự, và luôn muốn thực hiện những pha xoạc bóng hơn là thực hiện những pha lên bóng cùng đồng đội.
Gerrard trở thành đối tác của Redknapp ở vị trí tiền vệ giữa vào mùa giải 1999-00. Sau khi bắt đầu trận derby cùng Everton trên ghế dự bị, anh thay Robbie Fowler trong hiệp hai nhưng nhận chiếc thẻ đỏ đầu tiên trong sự nghiệp sau pha vào bóng với Kevin Campbell. Cuối mùa giải đó, Gerrard ghi bàn đầu tiên trong sự nghiệp trong trận thắng 4-1 trước Sheffield Wednesday. Tuy nhiên, anh bắt đầu gặp sự cố với cái lưng của mình, sau đó bác sĩ Hans-Wilhelm Müller-Wohlfahrt chẩn đoán rằng đó là hậu quả của sự lớn lên quá sớm, cộng với việc thi đấu quá tải trong quãng thời gian tuổi dậy thì. Anh sau đó được chẩn đoán mắc chấn thương háng.
Vào mùa giải 2000-01, anh có 50 lần ra sân ở mọi giải đấu và ghi 10 bàn cho Liverpool giúp đội bóng vô địch League Cup, cúp FA và cúp UEFA. Gerrard thay thế Sami Hyypia làm đội trưởng vào tháng 10 năm 2003, bởi huấn luyện viên Gerard Houllier cho biết ông nhận ra tố chất thủ lĩnh ở Gerrard, xong vẫn cần thời gian để tích luỹ thêm. Anh sau đó gia hạn hợp đồng với đội bóng có thời hạn thêm 4 năm.

### Mùa giải 2004-2005
Houllier ra đi sau mùa giải 2003-04 không có danh hiệu nào, và Gerrard được liên hệ để tới chơi cho Chelsea. Anh cho biết anh "không hạnh phúc với các danh hiệu đã đạt được cùng Liverpool," và "lần đầu tiên trong sự nghiệp tôi đứng trước cơ hội để có thêm nó." Cuối cùng, Gerrard đã từ chối mức giá 20 triệu bảng từ Chelsea và ở lại Liverpool dưới sự dẫn dắt của Rafael Benítez.

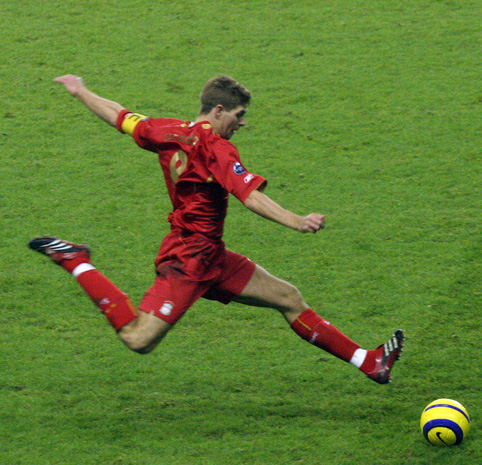
Gerrard sút phạt cho Liverpool

Liverpool phải chịu nạn chấn thương hoành hành vào đầu mùa giải 2004-05, và một chấn thương ở bàn chân đã ập tới với Gerrard vào tháng 9 trong trận gặp Manchester United và khiến anh phải ngồi ngoài tới tháng 11. Anh trở lại trong 5 phút cuối trận gặp Olympiacos ở cúp C1 để giúp Liverpool đặt chân vào vòng knockout. Anh cho biết đó là bàn thắng quan trọng nhất, chưa phải là đẹp nhất, mà anh ghi cho Liverpool tới lúc đó. Tuy nhiên, Gerrard thực hiện một pha phản lưới nhà trong trận chung kết Cúp liên đoàn vào ngày 27 tháng 2, khiến Liverpool thua 3-2 trước Chelsea.
Trong 6 phút điên rồ ở hiệp hai trận chung kết cúp C1 2005 gặp AC Milan, Liverpool đã gỡ được ba bàn để cân bằng tỉ số 0-3 rồi vào thi đấu hiệp phụ, Gerrard ghi bàn đầu tiên. Bàn thứ ba là từ pha phối hợp nhanh của tiền vệ này cùng Milan Baros khiến Gennaro Gattuso của AC phải phạm lỗi và Liverpool có được của penalty để Xabi Alonso gỡ hoà. Gerrard không tham gia vào loạt sút luân lưu, xong Liverpool vẫn có được chiến thắng 3-2 qua đó giành cúp C1 đầu tiên sau 20 năm, anh được bầu chọn là Cầu thủ xuất sắc nhất trận, và sau đó nhận danh hiệu Cầu thủ xuất sắc nhất năm của UEFA.
Nhưng sau đó đã có những vấn đề về hợp đồng của anh với Liverpool, Gerrard nói với giới truyền thông sau trận đấu, "Làm sao tôi có thể rời đi sau một đêm như thế này?" Nhưng vào ngày 5 tháng 7 năm 2005, sau khi Liverpool từ chối một lời đề nghị khác từ Chelsea, Gerrard từ chối mức lương 100.000 bảng mà Liverpool đưa ra. Giám đốc điều hành Rick Parry cho biết đội bóng đã mất Gerrard, ông nói, "Giờ chúng tôi phải tiếp tục. Chúng tôi đã cố gắng hết sức, nhưng cậu ấy đã nói rõ rằng cậu ấy muốn ra đi và tôi nghĩ đó là một kết thúc hợp lý." Ngày hôm sau đó, Gerrard bất ngờ ký hợp đồng 4 năm cùng Liverpool.
Gerrard ghi 23 bàn trong 53 lần ra sân ở mùa giải 2005-06, và vào tháng 4 anh trở thành cầu thủ đầu tiên của Liverpool kể từ John Barnes vào năm 1988 được bầu là Cầu thủ xuất sắc nhất năm của Premier League. Anh ghi 2 bàn trong trận chung kết cúp FA gặp West Ham United, bao gồm một pha sút xa trong thời gian bù giờ để đưa trận đấu vào hiệp phụ, và Liverpool thắng trên chấm phạt luân lưu. Bàn thắng khiến anh trở thành cầu thủ duy nhất ghi được bàn thắng trong trận chung kết của cả cúp FA, Cúp liên đoàn, Europa League và UEFA Champions League. Gerrard thực hiện thành công một quả penalty trong trận bán kết gặp đối thủ truyền kiếp Chelesa ở cúp C1 và lần thứ hai vào chung kết gặp AC Milan, song lần này họ thua 2-1.

### 2005-2015
Gerrard gặp một chấn thương ngón chân vào tháng 8 năm 2007 ở vòng loại cúp C1 gặp Toulouse, nhưng trở lại 4 ngày sau trong trận hoà 1-1 với Chelsea. Vào ngày 28 tháng 10 năm 2007, Gerrard chơi trận thứ 400 cho Liverpool gặp Arsenal, trận đấu mà anh ghi bàn. Anh chỉ không ghi bàn trong đúng 2 trận ở tháng 11, và ghi bàn duy nhất trong trận gặp Olympique Marseille vào ngày 11 tháng 12, qua đó anh trở thành cầu thủ Liverpool đầu tiên từ khi John Aldridge vào năm 1989 ghi được 7 bàn tại mọi giải đấu.
Anh đánh dấu lần thứ 300 ra sân ở giải Ngoại hạng Anh vào ngày 13 tháng 4 năm 2008 trong trận gặp Blackburn Rovers, trận này anh ghi bàn mở tỉ số, và kết thức mùa giải với 22 bàn thắng. Gerrard được chọn vào đội hình tiêu biểu của mùa giải và được bầu là cầu thủ xuất sắc nhất mùa giải, cùng đồng đội Fernando Torres.

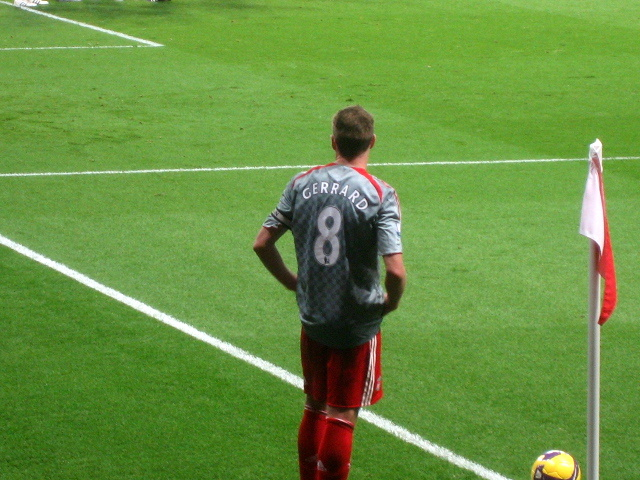
Gerrard thực hiện một quả phạt góc vào tháng 12 năm 2008.

Gerrard phải phẫu thuật vào đầu mùa giải, xong vấn đề của anh không quá nghiêm trong và anh nhanh chóng trở lại tập luyện. Anh đáng lẽ ra đã có bàn thắng thứ 100 cho Liverpool trong trận gặp Stoke City vào ngày 20 tháng 9, xong bàn thắng đã không được công nhận bởi lỗi việt vị của Dirk Kuyt. Anh đạt được cột mốc này 7 ngày sau trong chiến thắng 3-1 tại cúp C1 gặp PSV Eindhoven.
Anh có trận đấu thứ 100 ở cúp châu Âu cho Liverpool vào ngày 10 tháng 3 năm 2009 gặp Real Madrid và anh ghi 2 bàn trong chiến thắng 4-0. 4 ngày sau anh ghi một bàn từ chấm penalty trong chiến thắng 4-1 trước Manchester United ở Old Trafford. Nối tiếp những thành công này, người từng ba lần được bầu là cầu thủ xuất sắc nhất trong năm của FIFA Zinedine Zidane nhận xét về tiền vệ của Liverpool, anh nói "Cậu ấy có phải là xuất sắc nhất thế giới? Cậu ấy có thể không thu hút nhiều sự chú ý như Lionel Messi và Cristiano Ronaldo xong tôi nghĩ cậu ấy xuất sắc nhất thế giới." Vào ngày 22 tháng 3 năm 2009, Gerrard ghi cú hattrick đầu tiên cho Liverpool trong trận thắng 5-0 trước Aston Villa. Vào ngày 13 tháng 5 năm 2009, Gerrard được bình chọn là cầu thủ xuất sắc nhất năm 2009 theo bình chọn của các nhà báo, trở thành cầu thủ đầu tiên của Liverpool đạt danh hiệu này sau 19 năm. Gerrard đã đánh bại hai đối thủ là Wayne Rooney và Ryan Giggs, đánh bại Giggs với chỉ 10 phiếu bầu hơn. Sau khi nhận giải thưởng, anh cho biết "Tôi rất vui nhưng cũng hơi bất ngờ," anh nhận xét. "Khi bạn nhìn vào trình độ của những cầu thủ ở giải đấu này, đó sẽ là một niềm vinh dự khi được nhận danh hiệu."
Ngày 27/4/2014, trong trận đấu với Chelsea, anh đã có pha trượt chân từ đường chuyền của Sakho. Tai họa ập đến. Demba Ba cướp bóng, đối mặt với Simon Mignolet rồi bình tĩnh dứt điểm mở tỷ số, chung cuộc LIverpool thua 0-2 và chấm dứt cơ hội vô địch, mùa đó họ về nhì sau Manchester City F.C.
Ngày 17 tháng 5 năm 2015, anh thi đấu trận cuối cùng trong màu áo Liverpool tại sân Anfield, trong trận đó Liverpool thua 3-1. Cuối trận, mọi người đã tổ chức lễ vinh danh cho anh. Anh được xem là người đội trưởng vĩ đại nhất của Liverpool. Gerrard ghi bàn thắng cuối cùng cho Liverpool khi đội thất bại 1-6 trên sân khách trước Stoke City tại vòng cuối vào ngày 24/5.

### Los Angeles Galaxy
Ngày 7 tháng 1 năm 2015, câu lạc bộ Mỹ Los Angeles Galaxy thông báo đã có được sự phục vụ của Gerrard với bản hợp đồng có thời hạn 18 tháng. Anh chính thức đến Mỹ vào tháng 7 sau khi mùa bóng 2014-15 kết thúc.
Ngày 11 tháng 7, Gerrard có trận ra mắt đội bóng mới trong trận giao hữu trước mùa giải với Club América. Anh có trận đấu đầu tiên tại Giải bóng đá nhà nghề Mỹ (MLS) vào ngày 17 tháng 7 và ghi được một bàn và còn kiến tạo cho Robbie Keane trong chiến thắng 5-2 trước San Jose Earthquakes.
Ngày 24 tháng 11 năm 2016, Steven Gerrard chính thức giã từ sự nghiệp thi đấu quốc tế sau khi đáo hạn hợp đồng với Los Angeles Galaxy sau 19 năm thi đấu chuyên nghiệp.

## Thi đấu quốc tế
Gerrard có trận ra mắt trong màu áo đội tuyển quốc gia ở trận gặp Ukraine vào ngày 31 tháng 5 năm 2000. Mùa hè năm đó, anh được triệu tập vào đội tuyển tham dự Euro 2000, có lần ra sân duy nhất trong chiến thắng 1-0 trước đội tuyển Đức. Gerrard ghi bàn đầu tiên cho đội tuyển trong chiến thắng 5-1 trước Đức ở vòng loại World Cup 2002 vào tháng 9 năm 2001, và khi đội tuyển Anh tham dự vòng chung kết thế giới tại Nhật Bản và Hàn Quốc, Gerrard buộc phải ngồi ở nhà xem đồng đội thi đấu bởi một chấn thương trong trận đấu cuối cùng của Liverpool trong mùa giải gặp Ipswich Town.
Anh được ra sân thường xuyên hơn ở Euro 2004, ghi một bàn trong trận gặp Thuỵ Sĩ trước khi đội tuyển Anh bị Bồ Đào Nha loại trên chấm phạt đền tại tứ kết. Anh tham gia kì World Cup đầu tiên vào năm 2006, giải này anh ghi 2 bàn trong trận gặp Trinidad và Tobago và Thuỵ Điển, nhưng anh lại đá hỏng một quả phạt đền trong loạt sút luân lưu với Bồ Đào Nha khiến Anh bị loại ở tứ kết.
Gerrard là đội phó đội tuyển Anh dưới thời huấn luyện viên Steve McClaren, và trong khi anh thay thế John Terry làm đội trưởng, đội tuyển Anh đã nhận những trận thua trước Nga và Croatia khiến họ hết hi vọng dự Euro 2008. Sau khi tân huấn luyện viên Fabio Capello tiếp quản đội tuyển, Gerrard là ứng cử viên cho chiếc băng đội trưởng nhưng Capello đã quyết định chọn Terry cho vị trí này. Gerrard sau đó được chọn là đội phó và đội trưởng là Rio Ferdinand sau vụ scandal tình ái của Terry.
Gerrard đã nâng số bàn thắng ghi được cho đội tuyển quốc gia lên con số 16 khi anh giúp đội tuyển Anh lọt vào vòng chung kết World Cup 2010 với hai bàn vào lưới Croatia trong chiến thắng 5-1 trên sân vận động Wembley.
 Trước khi vòng chung kết World Cup 2010 diễn ra vài ngày, trung vệ đội trưởng Rio Ferdinand đã mắc phải chấn thương và không thể cùng đội tuyển Anh tham dự giải. Huấn luyện viên Fabio Capello do đó đã chọn Gerrard làm đội trưởng đội tuyển Anh tại World Cup 2010.
Trong trận đấu đầu tiên của đội tuyển Anh tại bảng C World Cup 2010 với Hoa Kỳ, Gerrard đã mở tỉ số trận đấu với cú xỉa bóng bằng má ngoài chân phải hạ gục thủ môn Tim Howard.
Ngày 21 tháng 7 năm 2014, Gerrard chính thức tuyên bố giã từ sự nghiệp thi đấu quốc tế sau khi đã có 114 lần khoác áo đội tuyển (vào thời điểm đó Gerrard là cầu thủ có số lần khoác đội tuyển nhiều thứ ba trong lịch sử, sau Peter Shilton và David Beckham) và có được 21 bàn thắng.

## Sự nghiệp huấn luyện viên

### Đội trẻ Liverpool
Anh làm HLV Đội trẻ Liverpool từ tháng 2/2017, Trước đó, đội bóng đang chơi ở League One là MK Dons đã ngỏ lời mời Gerrard về làm HLV đội một nhưng anh từ chối, cho rằng công việc đó "quá sớm" cho bản thân. Liverpool kỳ vọng Gerrard sẽ mang đến "kinh nghiệm và chuyên môn" cùng với đó là "sự hiểu biết tường tận về kết cấu và đặc trưng của CLB".

### Rangers
Gerrard ký hợp đồng 4 năm với Rangers và bắt đầu công việc vào tháng 6/2018. Cựu tiền vệ tuyển Anh sẽ thay thế huấn luyện viên tạm quyền Graeme Murty, người đang dẫn dắt Rangers đứng thứ ba tại giải vô địch Scotland, kém đội đầu bảng Celtic tới 13 điểm. Murty quyết định rời Rangers vào ngày thứ ba trong tuần qua, và hai trợ lý Jimmy Nicholl và Jonatan Johansson sẽ dẫn dắt Rangers trong ba trận cuối cùng mùa giải. Tại mùa 2020/21, cựu tiền vệ người Anh giúp Rangers vô địch Scotland với 102 điểm, cùng thành tích bất bại, qua đó ngắt chuỗi thống trị kéo dài 9 năm của Celtic. Họ lập kỷ lục 26 trận sạch lưới, thắng toàn bộ 19 trận sân nhà và chỉ lọt lưới 13 lần cả mùa. Cá nhân Gerrard cũng đoạt giải HLV xuất sắc năm của bóng đá Scotland.

### Aston Villa
Vào ngày 11/11/2021, Aston Villa thông báo bổ nhiệm Steven Gerrard theo hợp đồng 3,5 năm, sau khi sa thải Dean Smith. "Aston Villa là một CLB có bề dày lịch sử và truyền thống của bóng đá Anh. Tôi vô cùng tự hào khi trở thành HLV trưởng mới của CLB", Gerrard nói trong lễ ký kết hợp đồng. "Sau cuộc trò chuyện với chủ sở hữu Nassef Sawiris, Wes Edens và những người còn lại trong hội đồng quản trị, tôi có thể thấy rõ tham vọng của họ, và tôi muốn giúp họ đạt được mục tiêu". Aston Villa đã trả 3,3 triệu USD tiền bồi thường hợp đồng cho Rangers, để bổ nhiệm Gerrard theo hợp đồng có thời hạn tới tháng 6/2025. Gerrard dẫn dắt câu lạc bộ giành chiến thắng 2–0 trên sân nhà trước Brighton & Hove Albion trong trận đầu tiên nắm quyền. Mùa giải đầu tiên ông giúp Aston Villa kết thúc ở vị trí thứ 14, kém 3 bậc so với mùa giải trước.
Sau khi chỉ thắng 2 trong số 12 trận mở màn của mùa giải 2022–23, Gerrard bị Aston Villa sa thải vào ngày 20 tháng 10 năm 2022 ngay sau trận thua Fulham 0-3 ở vòng 12.

## Đời tư
Gerrard và người vợ, cây bút chuyên viết về thời trang Alex Curran, tổ chức lễ cưới ở cung điện Cliveden ở Buckinghamshire vào ngày 16 tháng 6 năm 2007. Hiện tại, Gerrard cùng vợ đã có 3 con gái và một con trai. Anh có một người anh trai, Paul và em họ Anthony Gerrard chơi cho Cardiff City F.C..
Vào tháng 9 năm 2006, Gerrard cho ra mắt cuốn tự truyện của mình, Gerrard: Cuốn tự truyện của tôi, cuốn sách sau đó đạt giải cuốn sách thể thao của năm trong lễ trao giải cho các cuốn sách của Anh Quốc.
Cuốn tự truyện kết thúc với câu "Tôi thi đấu vì Jon-Paul." Người họ hàng 10 tuổi của Gerrard, Jon-Paul Gilhooley, đã chết vào năm 1989 trong thảm hoạ Hillsborough, năm đó Gerrard mới gần 9 tuổi. "Thật khủng khiếp khi biết rằng một trong những người họ hàng của bạn đã lìa đời,"Gerrard nói. "Chứng kiến nỗi bất hạnh của gia đình họ là một trong những động lực khiến tôi trở thành cầu thủ như ngày hôm nay."
Vào ngày 1 tháng 10 năm 2007, Gerrard đã tham gia vào một vụ tai nạn xe ở Southport khi chiếc xe của anh đâm vào một cậu bé 10 tuổi đang lái xe đạp, cậu bé đã bị ngã vào lề đường và vô tình chặn đường của Gerrard. Sau đó cầu thủ này đã thăm cậu bé ở bệnh viện và tặng cậu ấy một đôi giày có chữ ký của cầu thủ thần tượng của cậu bé, Wayne Rooney, sau khi anh ở lại và ký vào cuốn tự truyện cho những bệnh nhân trẻ khác.
Những người đứng đầu Knowsley đã bầu chọn Gerrard làm người được đặc quyền của Borough vào ngày 13 tháng 12 năm 2007, 2 tuần sau, anh trở thành một thành viên của hiệp hội các Hiệp sĩ đế chế Anh bởi nữ hoàng trong danh sách lễ trao giải đầu năm của Nữ hoàng, cho những đóng góp đối với thể thao. Anh nhận một bằng danh dự từ trường đại học John Moores vào ngày 26 tháng 7 năm 2008 như một sự ghi nhận đối với những đóng góp của anh cho thể thao.
Vào ngày 29 tháng 12 năm 2008, Gerrard tham gia vào một vụ xô xát bên ngoài hộp đêm Lounge Inn ở Southport. Anh cùng hai người khác sau đó đã bị bắt giữ vì tôi gây thương tích cho một DJ của quán bar khi khiến anh này gãy răng và vỡ đầu. Ba người này sau đó đã bị đưa ra tòa án vào ngày 23 tháng 1 năm 2009, ở đó cả ba người đều cho biết họ không có tội. Phiên toà không tìm ra được mức án và đã phải xử lại vào ngày 3 tháng 4 năm đó, Gerrard được phiên tòa tuyên trắng án.

## Thống kê

### Câu lạc bộ
Tính đến 23 tháng 10 năm 2012
| Câu lạc bộ          | Mùa giải            | Giải đấu            | Giải đấu | Giải đấu | Cúp quốc gia | Cúp quốc gia | Cúp liên đoàn | Cúp liên đoàn | Châu lục | Châu lục | Khác | Khác | Tổng cộng | Tổng cộng |
| Câu lạc bộ          | Mùa giải            | Hạng                | Trận     | Bàn      | Trận         | Bàn          | Trận          | Bàn           | Trận     | Bàn      | Trận | Bàn  | Trận      | Bàn       |
| ------------------- | ------------------- | ------------------- | -------- | -------- | ------------ | ------------ | ------------- | ------------- | -------- | -------- | ---- | ---- | --------- | --------- |
| Liverpool           | 1998–99             | Premier League      | 12       | 0        | 0            | 0            | 0             | 0             | 1        | 0        | —    | —    | 13        | 0         |
| Liverpool           | 1999–00             | Premier League      | 29       | 1        | 2            | 0            | 0             | 0             | —        | —        | —    | —    | 31        | 1         |
| Liverpool           | 2000–01             | Premier League      | 33       | 7        | 4            | 1            | 4             | 0             | 9        | 2        | —    | —    | 50        | 10        |
| Liverpool           | 2001–02             | Premier League      | 28       | 3        | 2            | 0            | 0             | 0             | 15       | 1        | 0    | 0    | 45        | 4         |
| Liverpool           | 2002–03             | Premier League      | 34       | 5        | 2            | 0            | 6             | 2             | 11       | 0        | 1    | 0    | 54        | 7         |
| Liverpool           | 2003–04             | Premier League      | 34       | 4        | 3            | 0            | 2             | 0             | 8        | 2        | —    | —    | 47        | 6         |
| Liverpool           | 2004–05             | Premier League      | 30       | 7        | 0            | 0            | 3             | 2             | 10       | 4        | —    | —    | 43        | 13        |
| Liverpool           | 2005–06             | Premier League      | 32       | 10       | 6            | 4            | 1             | 1             | 12       | 7        | 2    | 1    | 53        | 23        |
| Liverpool           | 2006–07             | Premier League      | 36       | 7        | 1            | 0            | 1             | 1             | 12       | 3        | 1    | 0    | 51        | 11        |
| Liverpool           | 2007–08             | Premier League      | 34       | 11       | 3            | 3            | 2             | 1             | 13       | 6        | —    | —    | 52        | 21        |
| Liverpool           | 2008–09             | Premier League      | 31       | 16       | 3            | 1            | 0             | 0             | 10       | 7        | —    | —    | 44        | 24        |
| Liverpool           | 2009–10             | Premier League      | 33       | 9        | 2            | 1            | 1             | 0             | 13       | 2        | —    | —    | 49        | 12        |
| Liverpool           | 2010–11             | Premier League      | 21       | 4        | 1            | 0            | 0             | 0             | 2        | 4        | —    | —    | 24        | 8         |
| Liverpool           | 2011–12             | Premier League      | 18       | 5        | 6            | 2            | 4             | 2             | —        | —        | —    | —    | 28        | 9         |
| Liverpool           | 2012–13             | Premier League      | 36       | 9        | 1            | 0            | 1             | 0             | 8        | 1        | —    | —    | 46        | 10        |
| Liverpool           | 2013–14             | Premier League      | 34       | 13       | 3            | 1            | 2             | 0             | —        | —        | —    | —    | 39        | 14        |
| Liverpool           | 2014–15             | Premier League      | 29       | 9        | 3            | 2            | 3             | 0             | 6        | 2        | —    | —    | 41        | 13        |
| Liverpool           | Tổng cộng           | Tổng cộng           | 504      | 120      | 42           | 15           | 30            | 9             | 130      | 41       | 4    | 1    | 710       | 186       |
| Los Angeles Galaxy  | 2015                | Major League Soccer | 13       | 2        | 1            | 0            | —             | —             | 0        | 0        | 1    | 0    | 15        | 2         |
| Los Angeles Galaxy  | 2016                | Major League Soccer | 21       | 3        | 0            | 0            | —             | —             | 2        | 0        | 0    | 0    | 23        | 3         |
| Los Angeles Galaxy  | Tổng cộng           | Tổng cộng           | 34       | 5        | 1            | 0            | —             | —             | 2        | 0        | 1    | 0    | 38        | 5         |
| Tổng cộng sự nghiệp | Tổng cộng sự nghiệp | Tổng cộng sự nghiệp | 538      | 125      | 43           | 15           | 30            | 9             | 132      | 41       | 5    | 1    | 748       | 191       |

### Đội tuyển quốc gia
Tính đến 24 tháng 6 năm 2014.
| Đội tuyển quốc gia | Năm       | Trận | Bàn |
| ------------------ | --------- | ---- | --- |
| Anh                | 2000      | 2    | 0   |
| Anh                | 2001      | 6    | 1   |
| Anh                | 2002      | 5    | 1   |
| Anh                | 2003      | 8    | 1   |
| Anh                | 2004      | 10   | 2   |
| Anh                | 2005      | 8    | 1   |
| Anh                | 2006      | 13   | 4   |
| Anh                | 2007      | 11   | 2   |
| Anh                | 2008      | 7    | 2   |
| Anh                | 2009      | 7    | 2   |
| Anh                | 2010      | 12   | 3   |
| Anh                | 2012      | 11   | 0   |
| Anh                | 2013      | 8    | 2   |
| Anh                | 2014      | 6    | 0   |
| Tổng cộng          | Tổng cộng | 114  | 21  |

### Bàn thắng quốc tế
| #  | Ngày                 | Địa điểm                                                    | Đối thủ              | Bàn thắng | Kết quả | Giải đấu                 |
| -- | -------------------- | ----------------------------------------------------------- | -------------------- | --------- | ------- | ------------------------ |
| 1  | 1 tháng 9 năm 2001   | Sân vận động Olympic, München, Đức                          | Đức                  | 2–1       | 5–1     | Vòng loại World Cup 2002 |
| 2  | 16 tháng 10 năm 2002 | Sân vận động St Mary, Southampton, Anh                      | Bắc Macedonia        | 2–2       | 2–2     | Vòng loại Euro 2004      |
| 3  | 3 tháng 6 năm 2003   | Sân vận động King Power, Leicester, Anh                     | Serbia và Montenegro | 1–0       | 2–1     | Giao hữu                 |
| 4  | 17 tháng 6 năm 2004  | Sân vận động Cidade de Coimbra, Coimbra, Bồ Đào Nha         | Thụy Sĩ              | 3–0       | 3–0     | Euro 2004                |
| 5  | 4 tháng 9 năm 2004   | Sân vận động Ernst Happel, Viên, Áo                         | Áo                   | 2–0       | 2–2     | Vòng loại World Cup 2006 |
| 6  | 30 tháng 6 năm 2005  | St James' Park, Newcastle, Anh                              | Azerbaijan           | 1–0       | 2–0     | Vòng loại World Cup 2006 |
| 7  | 30 tháng 5 năm 2006  | Old Trafford, Manchester, Anh                               | Hungary              | 1–0       | 3–1     | Giao hữu                 |
| 8  | 15 tháng 6 năm 2006  | FIFA WM Stadion Nürnberg, Nuremberg, Đức                    | Trinidad và Tobago   | 2–0       | 2–0     | World Cup 2006           |
| 9  | 20 tháng 6 năm 2006  | FIFA WM Stadion Köln, Cologne, Đức                          | Thụy Điển            | 2–1       | 2–2     | World Cup 2006           |
| 10 | 2 tháng 9 năm 2006   | Old Trafford, Manchester, Anh                               | Andorra              | 2–0       | 5–0     | Vòng loại Euro 2008      |
| 11 | 28 tháng 3 năm 2007  | Sân vận động Olímpic Lluís Companys, Barcelona, Tây Ban Nha | Andorra              | 1–0       | 3–0     | Vòng loại Euro 2008      |
| 11 | 28 tháng 3 năm 2007  | Sân vận động Olímpic Lluís Companys, Barcelona, Tây Ban Nha | Andorra              | 2–0       | 3–0     | Vòng loại Euro 2008      |
| 13 | 28 tháng 5 năm 2008  | Sân vận động Wembley, Luân Đôn, Anh                         | Hoa Kỳ               | 2–0       | 2–0     | Giao hữu                 |
| 14 | 15 tháng 10 năm 2008 | Sân vận động Dinamo, Minsk, Belarus                         | Belarus              | 1–0       | 3–1     | Vòng loại World Cup 2010 |
| 15 | 9 tháng 9 năm 2009   | Sân vận động Wembley, Luân Đôn, Anh                         | Croatia              | 2–0       | 5–1     | Vòng loại World Cup 2010 |
| 15 | 9 tháng 9 năm 2009   | Sân vận động Wembley, Luân Đôn, Anh                         | Croatia              | 4–0       | 5–1     | Vòng loại World Cup 2010 |
| 17 | 12 tháng 6 năm 2010  | Sân vận động Royal Bafokeng, Rustenburg, Nam Phi            | Hoa Kỳ               | 1–0       | 1–1     | World Cup 2010           |
| 18 | 11 tháng 8 năm 2010  | Sân vận động Wembley, Luân Đôn, Anh                         | Hungary              | 1–1       | 2–1     | Giao hữu                 |
| 18 | 11 tháng 8 năm 2010  | Sân vận động Wembley, Luân Đôn, Anh                         | Hungary              | 2–1       | 2–1     | Giao hữu                 |
| 20 | 6 tháng 9 năm 2013   | Sân vận động Wembley, Luân Đôn, Anh                         | Moldova              | 1–0       | 4–0     | Vòng loại World Cup 2014 |
| 21 | 15 tháng 10 năm 2013 | Sân vận động Wembley, Luân Đôn, Anh                         | Ba Lan               | 2–0       | 2–0     | Vòng loại World Cup 2014 |

## Danh hiệu

### Cầu thủ
Liverpool
- FA Cup: 2000–01, 2005–06[90]
- Football League Cup: 2000–01, 2002–03, 2011–12[91]
- FA Community Shield: 2001,2006[92]
- UEFA Champions League: 2004–05[93]
- UEFA Cup: 2000–01
- UEFA Super Cup: 2001[94] , 2005
- FIFA Club World Cup á quân: 2005

#### Cá nhân
- Cầu thủ xuất sắc nhất năm do Hiệp hội các cây viết thể thao Anh FWA bình chọn: 2009
- Cầu thủ xuất sắc nhất do cổ động viên bình chọn: 2009
- Cầu thủ xuất sắc nhất năm do hiệp hội cầu thủ nhà nghề Anh bình chọn: 2006
- Quả bóng đồng châu Âu: 2005
- Cầu thủ xuất sắc nhất Champions League: 2004–05
- Cầu thủ trẻ xuất sắc nhất do PFA bình chọn: 2001

### Huấn luyện viên

#### Rangers
- Scottish Premiership: 2020–21[95]

### Huân chương
- Huân chương Đế quốc Anh: 2007